# Nonno

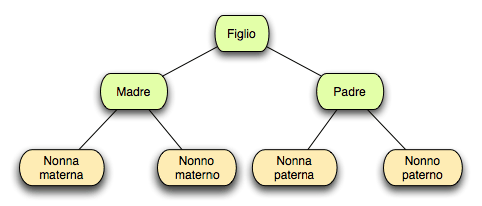
Albero genealogico

I nonni, rispettivamente il nonno e la nonna, sono i genitori dei genitori di una persona. Il termine deriva dal latino tardo nonnus, "monaco", "balio".
Sono detti "nonni paterni" i genitori del padre, e "nonni materni" i genitori della madre. In italiano e in molte altre lingue, con il termine "nonni" si posso intendere sia i nonni materni, sia quelli paterni. In altre lingue, come lo svedese, il cinese mandarino e il norvegese, i nonni paterni e materni vengono indicati con termini distinti.

## Relazioni
- I genitori dei nonni sono i bisnonni
- I nonni dei nonni sono i trisnonni o trisavoli
- I fratelli dei nonni sono i prozii, le sorelle sono prozie
- I figli dei propri nonni sono i genitori o gli zii
- I genitori del nonno paterno sono i bisnonni pater-paterni.
- I genitori della nonna paterna sono i bisnonni mater-paterni.
- I genitori del nonno materno sono i bisnonni pater-materni.
- I genitori della nonna materna sono i bisnonni mater-materni.

## Coinvolgimento nell'assistenza all'infanzia
I nonni stanno cambiando i loro ruoli nel mondo contemporaneo, soprattutto perché sono sempre più coinvolti nella cura dei bambini. Secondo uno studio del 2012 basato sui dati del censimento e di un sondaggio del 2010, circa il 10% dei bambini negli Stati Uniti vive in una famiglia che include un nonno. Di questi, circa un terzo vive in una famiglia composta da due genitori e un nonno. Allo stesso modo, oltre il 40% dei nonni in 11 paesi europei si prende cura dei propri nipoti in assenza dei genitori. In Gran Bretagna, circa il 63% dei nonni si prende cura dei nipoti di età inferiore ai 16 anni. Il coinvolgimento dei nonni è comune anche nelle società orientali. Ad esempio, il 48% dei nonni di Hong Kong ha dichiarato di prendersi cura dei propri nipoti. In Cina, circa il 58% dei nonni cinesi di età pari o superiore a 45 anni si occupa di assistenza all'infanzia. A Singapore, il 40% dei bambini dalla nascita ai tre anni è accudito dai nonni e questa percentuale è ancora in aumento. In Corea del Sud, il 53% dei bambini di età inferiore ai 6 anni è accudito dai nonni. Pertanto, i nonni che si prendono cura dei nipoti sono diventati un fenomeno diffuso in tutto il mondo.
Ci sono alcuni motivi per cui il coinvolgimento dei nonni sta diventando sempre più diffuso. In primo luogo, l'aspettativa di vita è aumentata mentre i tassi di fertilità sono diminuiti. Ciò significa che più bambini stanno crescendo mentre i loro nonni sono ancora vivi e in grado di essere coinvolti nella cura dei bambini. Inoltre, i ridotti tassi di fecondità fanno sì che i nonni possano dedicare maggiori attenzioni e risorse ai loro unici nipoti. In secondo luogo, più madri sono coinvolte nella forza lavoro e, quindi, devono essere presenti altri tutori per prendersi cura del bambino. Ad esempio, a Hong Kong, il 55% dei nonni ha riferito di essersi preso cura del nipote perché i suoi genitori devono lavorare. In Corea del Sud, il 53% delle madri che lavorano ha riferito di aver ricevuto una volta servizi di assistenza all'infanzia dai genitori. In terzo luogo, il crescente numero di famiglie monoparentali crea un bisogno di sostegno da parte dei nonni.
Il grado di coinvolgimento dei nonni varia anche a seconda del contesto sociale, come le politiche di assistenza sociale. Ad esempio, in paesi europei come la Svezia e la Danimarca, dove l'assistenza all'infanzia formale è ampiamente disponibile, i nonni forniscono un'assistenza ai nipoti meno intensiva. Al contrario, in paesi europei come la Spagna e l'Italia, dove l'assistenza all'infanzia formale è limitata e il pagamento del welfare è basso, i nonni forniscono un'assistenza ai nipoti più intensiva. A Singapore, nel 2004 è stato istituito lo sgravio fiscale per i nonni che si prendono cura dei nonni, che consente ai genitori che lavorano (cittadini di Singapore con figli di età pari o inferiore a 12 anni) i cui figli sono assistiti da nonni disoccupati di ricevere uno sgravio fiscale di 3.000 dollari di Singapore.

### Tipi
Esistono diversi tipi di coinvolgimento dei nonni, inclusi nonni non residenti, nonni co-residenti, famiglia mantenuta dai nonni e nonni affidatari.
- Nonni non residenti: nonni che non vivono con i nipoti, ma si prendono cura di loro[12][13], ad esempio andando a prenderli a scuola.
- Nonni conviventi: nonni che vivono con il nipote, così come i genitori. Questo tipo di famiglia è anche noto come "famiglie di tre generazioni"[12]. Secondo un rapporto che utilizza i dati del censimento del 2010 dell'American Community Survey (ACS), del Current Population Survey (CPS) e del Survey of Income and Program Participation (SIPP), è più probabile che i nonni conviventi siano in povertà e soffrano di una malattia o di una disabilità[3].
- Famiglie mantenute dai nonni: un nonno che è responsabile della famiglia. In questo tipo di famiglia, i genitori possono o meno essere presenti[3]. Negli Stati Uniti, il 33% dei bambini che vivono in una famiglia mantenuta dai nonni hanno solo i nonni presenti; questo è paragonabile ad un altro 30% che vive con una nonna e uno o più genitori[3].
- Nonni affidatari: nonni che allevano i nipoti senza la presenza in casa dei genitori dei nipoti. Questo tipo di coinvolgimento è particolarmente comune tra i gruppi di minoranze etniche[14]. Ad esempio, circa il 50% dei nonni affidatari negli Stati Uniti appartiene a un gruppo di minoranza etnica[15]. In generale, i nonni adottano il ruolo di accudimento primario per vari motivi, ad esempio quando i genitori sono morti, sono stati imprigionati, sono stati arruolati come militari o hanno perso la custodia dei loro figli a causa di negligenza o abuso[12][13].

### Impatto

#### Sui nipoti
I nonni hanno funzioni diverse nello sviluppo del bambino. Non solo forniscono un supporto strumentale come andare a prendere i nipoti a scuola o dar loro da mangiare, ma offrono anche un supporto emotivo. Inoltre, i nonni proteggono i bambini dall'impatto di circostanze negative, come genitorialità dura, condizioni economiche precarie e famiglie monoparentali. Oltre a fornire sostegno, i nonni possono anche aiutare i nipoti con i compiti scolastici o insegnare loro valori che sono parte integrante della loro società.
I nonni possono avere un impatto positivo o negativo sullo sviluppo del bambino. Da un lato, ricerche precedenti suggeriscono che i bambini e gli adolescenti che hanno uno stretto rapporto con i nonni tendono ad avere un migliore benessere, sperimentano meno problemi emotivi e mostrano meno comportamenti problematici. Sono anche più impegnati accademicamente e hanno maggiori probabilità di aiutare gli altri. D'altra parte, ci sono anche studi di ricerca che indicano che il coinvolgimento dei nonni è associato a una maggiore iperattività e difficoltà tra i coetanei tra i bambini piccoli. In altre parole, i bambini accuditi dai nonni possono avere maggiori problemi di relazione interpersonale. Inoltre, i bambini che sono sotto la cura dei loro nonni hanno esiti di salute peggiori come l'obesità e più infortuni a causa della scarsa consapevolezza della sicurezza.

#### Sui nonni
Poiché prendersi cura dei nipoti potrebbe essere un lavoro molto impegnativo che richiede costante energia e dedizione del tempo, il coinvolgimento dei nonni nell'educazione dei figli potrebbe avere un impatto negativo sulla salute fisica ed emotiva dei nonni. Ad esempio, prendersi cura dei nipoti può ridurre il tempo dei nonni per la cura di sé, come perdere gli appuntamenti medici. Pertanto, è probabile che abbiano maggiori possibilità di soffrire di problemi di salute fisica. Negli Stati Uniti, rispetto a coloro che non si prendono cura dei propri nipoti, i nonni coinvolti nella cura dei bambini hanno maggiori probabilità di avere cattive condizioni fisiche, come malattie cardiache, ipertensione o dolori muscolari. Oltre ai problemi di salute fisica, è probabile che i nonni abbiano anche problemi emotivi. Allevare di nuovo bambini piccoli infatti potrebbe essere un'esperienza stressante e travolgente e quindi provocare diversi tipi di emozioni negative come ansia o depressione. Oltre ai problemi fisici ed emotivi, i nonni coinvolti nella cura dei nipoti possono anche soffrire socialmente. Ad esempio, i nonni saranno costretti a limitare le loro attività sociali per prendersi cura dei nipoti. In tal modo, i nonni diventano più isolati dalle loro relazioni sociali. Prendersi cura dei nipoti significa anche maggiori responsabilità e quindi i nonni possono temere per il benessere futuro dei loro nipoti a causa della loro disabilità e morte in futuro. Se i nonni non sono in grado di gestire bene il ruolo di tutore dei loro nipoti, questa attività può alla fine diventare un peso o un fattore di stress e portare problemi di salute fisica ed emotivi più gravi ai nonni.
Tuttavia, ci sono anche effetti positivi nell'essere coinvolti nella crescita dei nipoti. Rispetto ai nonni che non si prendono cura dei nipoti, coloro che lo fanno con orari prolungati hanno maggiori probabilità di avere funzioni cognitive migliori. Per essere più specifici, prendersi cura dei nipoti aiuta i nonni più anziani a mantenere le loro capacità mentali in età avanzata e hanno meno probabilità di sviluppare malattie come la demenza. Inoltre, le frequenti interazioni con i nipoti potrebbero ridurre il processo di invecchiamento cognitivo, consentendo ai nonni di vivere una vita più vivace e attiva. Anche i nonni traggono benefici dall'esercizio fisico durante questo processo.
Prendersi cura dei nipoti può anche avere benefici sulla salute emotiva dei nonni. Ad esempio, molti nonni iniziano a sentire di nuovo uno scopo e un significato nella vita dopo il loro pensionamento; come altro esempio, si rafforzano anche i loro legami con i figli e nipoti adulti. Molti nonni pensano anche che l'esperienza di accudimento sia positiva perché offre loro un'altra possibilità di rimediare agli errori commessi con i propri figli e offre loro maggiori opportunità di educare i nipoti e migliorare i loro stili genitoriali.

### Confronti culturali
Il coinvolgimento dei nonni differisce tra le culture occidentali e orientali. I nonni che si prendono cura dei nipoti sono un fenomeno comune in Cina a causa delle tradizioni cinesi che enfatizzano l'armonia familiare, il benessere collettivo, gli scambi intergenerazionali e le responsabilità filiali. Le filosofie uniche della Cina, buddismo e taoismo, svolgono un ruolo importante nella formazione di questi valori culturali. Mentre il buddismo cinese sottolinea il ruolo prioritario della famiglia nella società cinese e le relazioni armoniose tra i membri della famiglia, il taoismo sottolinea l'importanza dell'armonia nelle relazioni interpersonali e nelle relazioni tra la natura e gli esseri umani. Queste filosofie sottolineano il ruolo importante che le famiglie svolgono nelle culture cinesi. Oltre ai fattori culturali, i nonni che si prendono cura dei nipoti compaiono anche nel contesto in cui i figli adulti hanno bisogno di lavorare a tempo pieno e i servizi di assistenza all'infanzia sono o troppo costosi (nelle grandi città) o troppo scarsi (nelle aree remote). I nonni che si prendono cura dei loro nipoti sono particolarmente comuni nella Cina rurale. A causa del rapido sviluppo dell'urbanizzazione in Cina dagli anni '80, fino a 220 milioni di lavoratori migranti dalle aree rurali si trasferiscono nelle aree urbane per cercare maggiori opportunità di lavoro, lasciando circa 58 milioni di bambini nelle aree rurali, i nonni, quindi, assumono il ruolo di genitori e diventano custodi dei nipoti. In questo contesto appare una nuova popolazione chiamata "nonni lasciati indietro" o "nonni abbandonati", questi nonni vivono nella Cina rurale e il loro compito principale è prendersi cura dei nipoti, la maggior parte di questi nonni si trova ad affrontare oneri finanziari e vorrebbe che i loro figli adulti ritornino. La salute mentale e fisica dei "nonni abbandonati" richiede maggiore attenzione da parte del pubblico. Anche se nelle aree urbane sono disponibili servizi di assistenza all'infanzia, quasi tutti i nonni preferiscono ancora prendersi cura dei propri nipoti volontariamente. Non solo perché questo può ridurre gli oneri finanziari dei loro figli adulti sui servizi di assistenza all'infanzia, ma anche prendersi cura dei propri nipoti è un modo più efficace per mantenere l'armonia familiare.
Negli Stati Uniti, prendersi cura dei nipoti non è una responsabilità necessaria dei nonni. I nonni che si prendono cura dei nipoti sono spesso colpiti da eventi involontari o crisi, ed è più come una soluzione a un problema, non un desiderio di iniziativa, che è una netta differenza rispetto all'approccio cinese. Ad esempio, i nonni negli Stati Uniti spesso si prendono cura dei loro nipoti quando i loro figli adulti si trovano in difficoltà come l'abuso di sostanze, l'incarcerazione o la morte dei genitori. Esistono differenze anche in diverse etnie negli Stati Uniti. Gli individui caucasici generalmente considerano l'indipendenza individuale più importante, quindi è meno probabile che i nonni si prendano cura dei nipoti. Tuttavia, è più probabile che gli afroamericani e i latini considerino la cura dei nipoti come una tradizione di famiglia e sono più disposti a fornire aiuto ai loro figli adulti. Le differenze etniche nei nonni che si prendono cura dei loro nipoti riflettono diversi valori culturali che i diversi gruppi etnici detengono. Per essere più specifici, è più probabile che i nonni afroamericani forniscano guida e disciplina ai loro nipoti a causa del loro sistema familiare flessibile in cui parenti e parenti non di sangue sono tutti disposti ad aiutarsi a vicenda. Le famiglie latine hanno una forte preferenza per vivere insieme e mantenere frequenti contatti con i membri della famiglia perché la maggior parte di loro sono immigrati o di prima generazione nati negli Stati Uniti, è più probabile che vivano e funzionino come un'unità. Anche i nonni nella cultura latina svolgono un ruolo importante nella stabilizzazione dell'unità familiare come leader della famiglia. Sebbene i nonni caucasici abbiano meno probabilità di crescere i propri nipoti, hanno maggiori oneri cognitivi o fisici nel prendersi cura dei nipoti rispetto ad altri gruppi etnici, principalmente perché i loro ruoli di tutori sono meno normativi e si affidano maggiormente a stili genitoriali a distanza o di compagnia. Al contrario, i nonni afroamericani e latini si affidano maggiormente a stili genitoriali disciplinari e istruttivi e hanno meno probabilità di avere oneri cognitivi o fisici quando si prendono cura dei nipoti.

## Galleria d'immagini

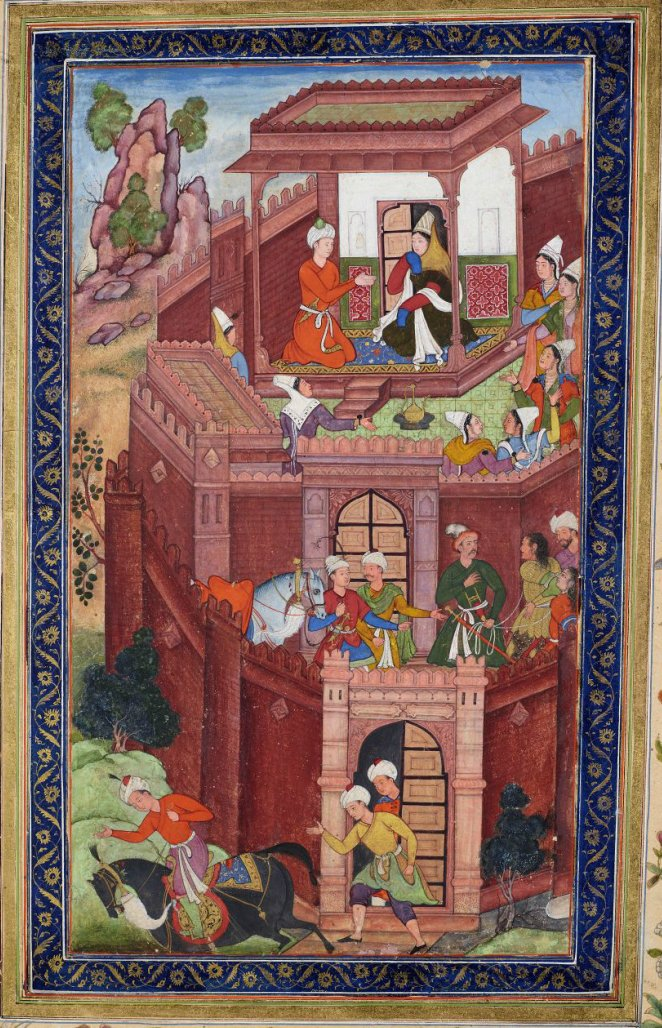
Babur cerca il consiglio di sua nonna. Dall'album Read Mughal, ma precedentemente fol. 86 nel Baburnama della British Library, probabilmente di Sanvalah. Moghul, circa 1590-1592.
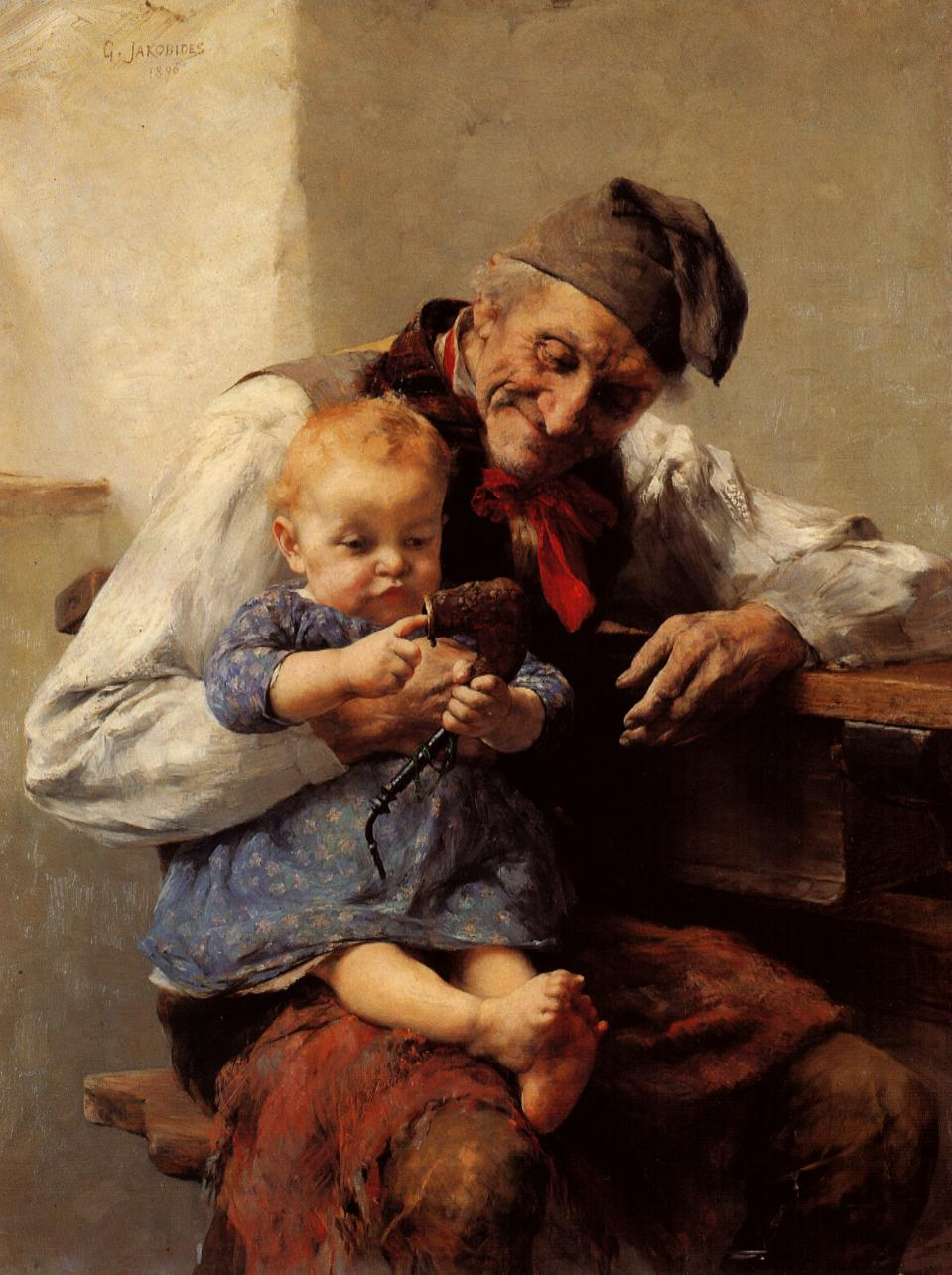
Il favorito - Nonno e nipote, di Georgios Jakobides (1890).
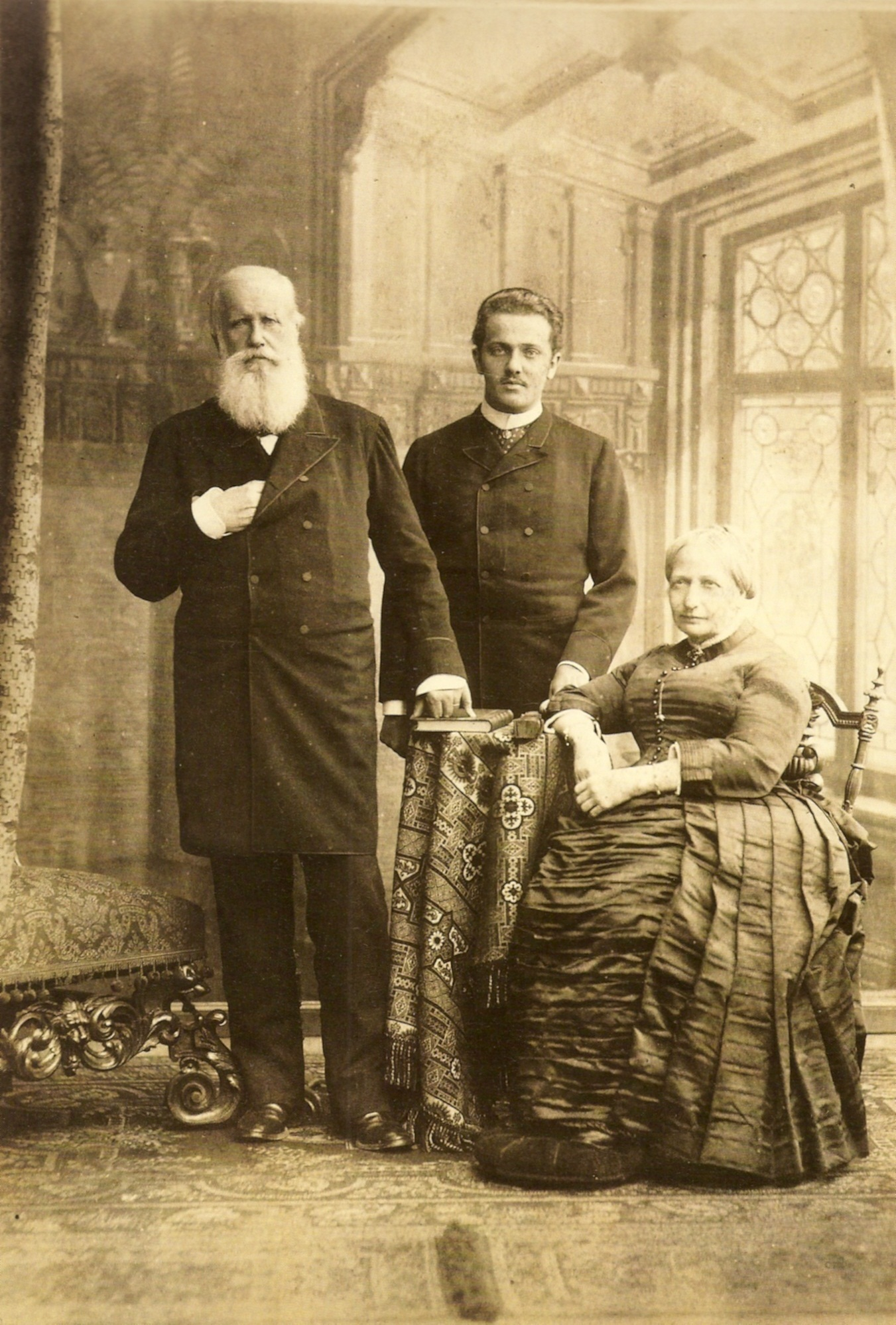
L'imperatore Pietro II del Brasile con la sua consorte Teresa Cristina e il loro nipote, il principe Pietro Augusto, 1887. Nipote prediletto dell'imperatore, era conosciuto come "il preferito"[46].
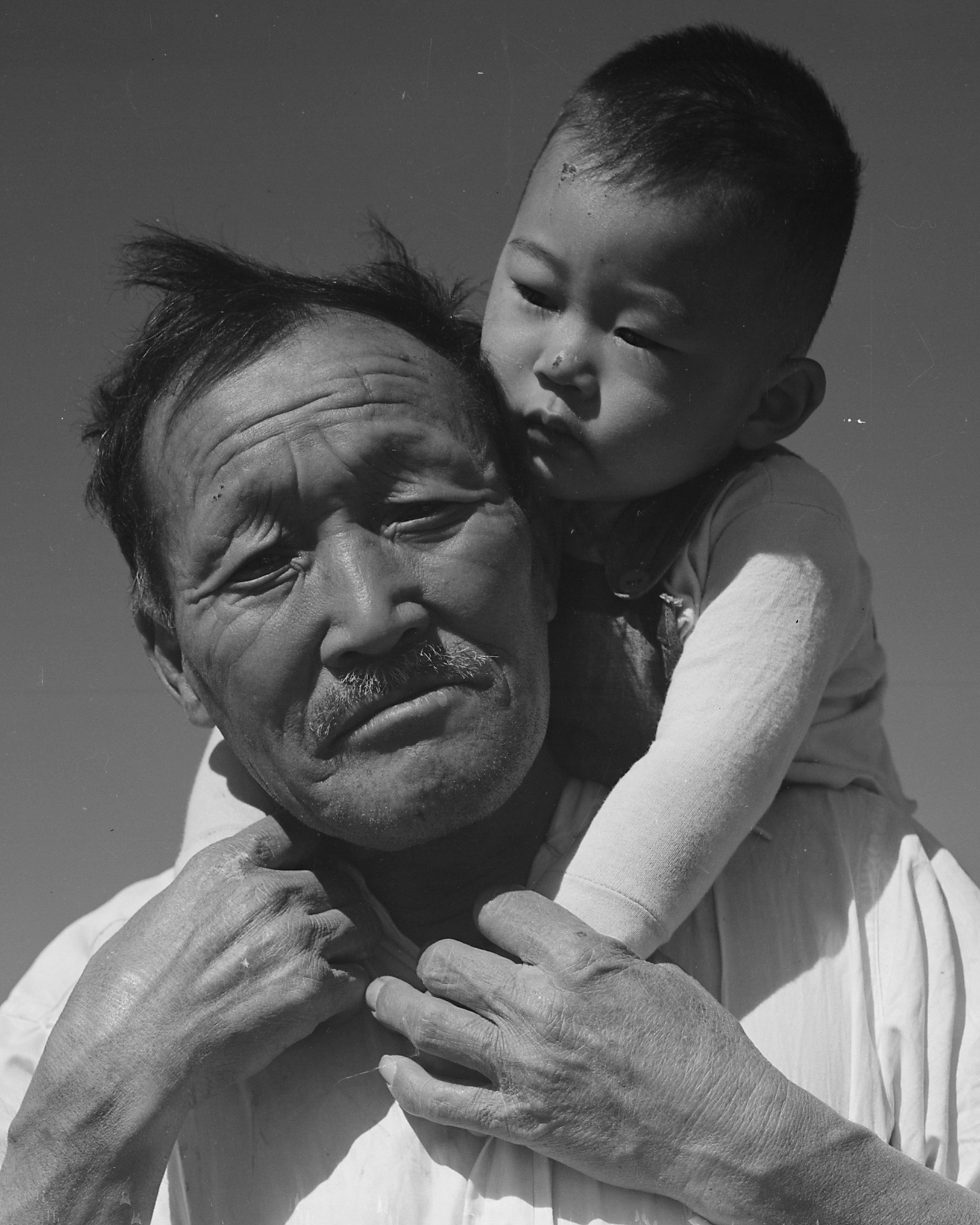
Un nonno orientale e suo nipote.
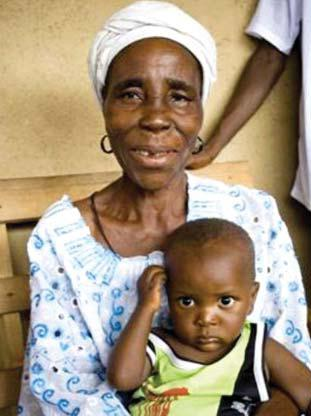
Una nonna liberiana che segue un corso di nutrizione con suo nipote.
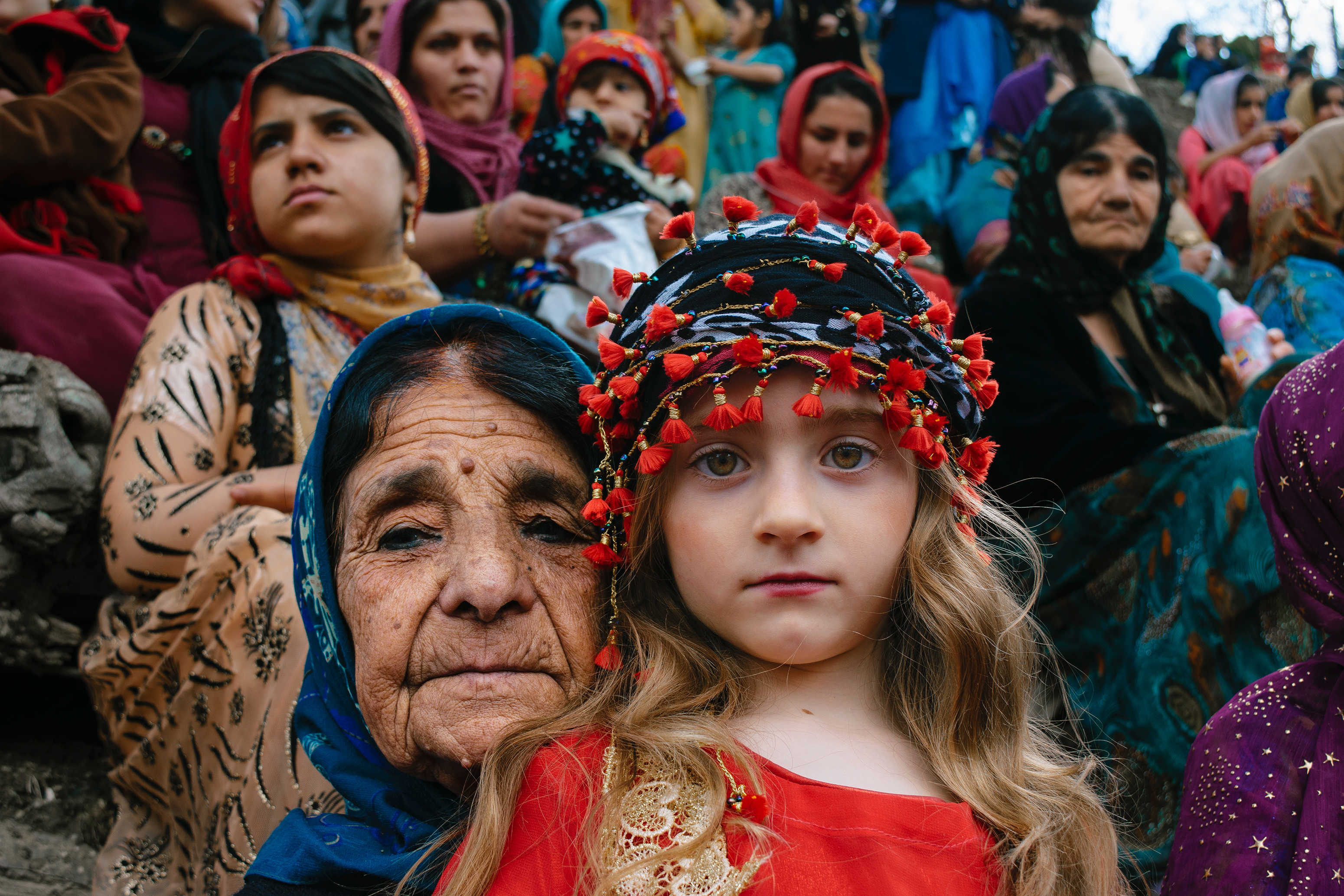
Nonna e nipote curdi in Iran.
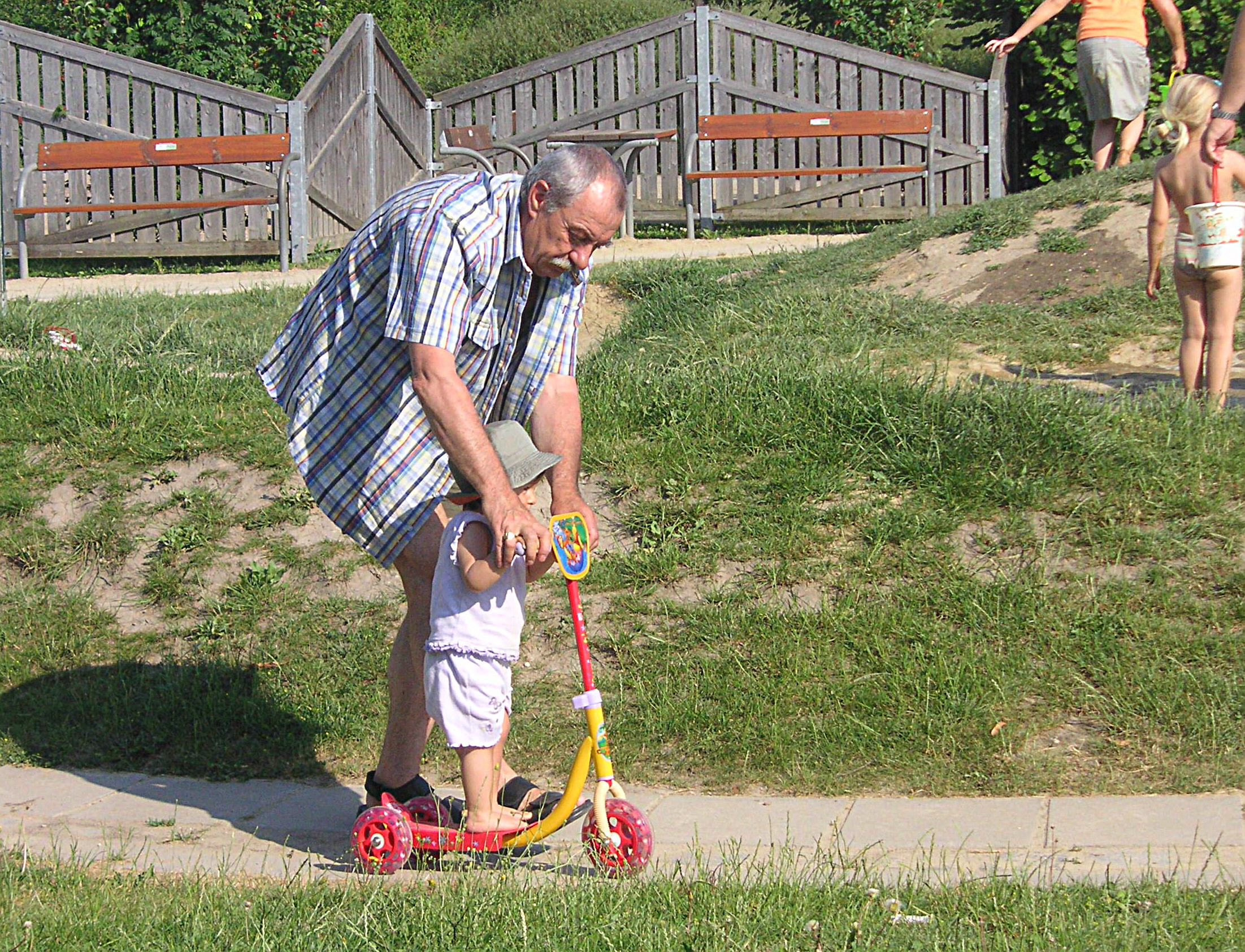
Un nonno che insegna a sua nipote a usare un monopattino a Vienna.
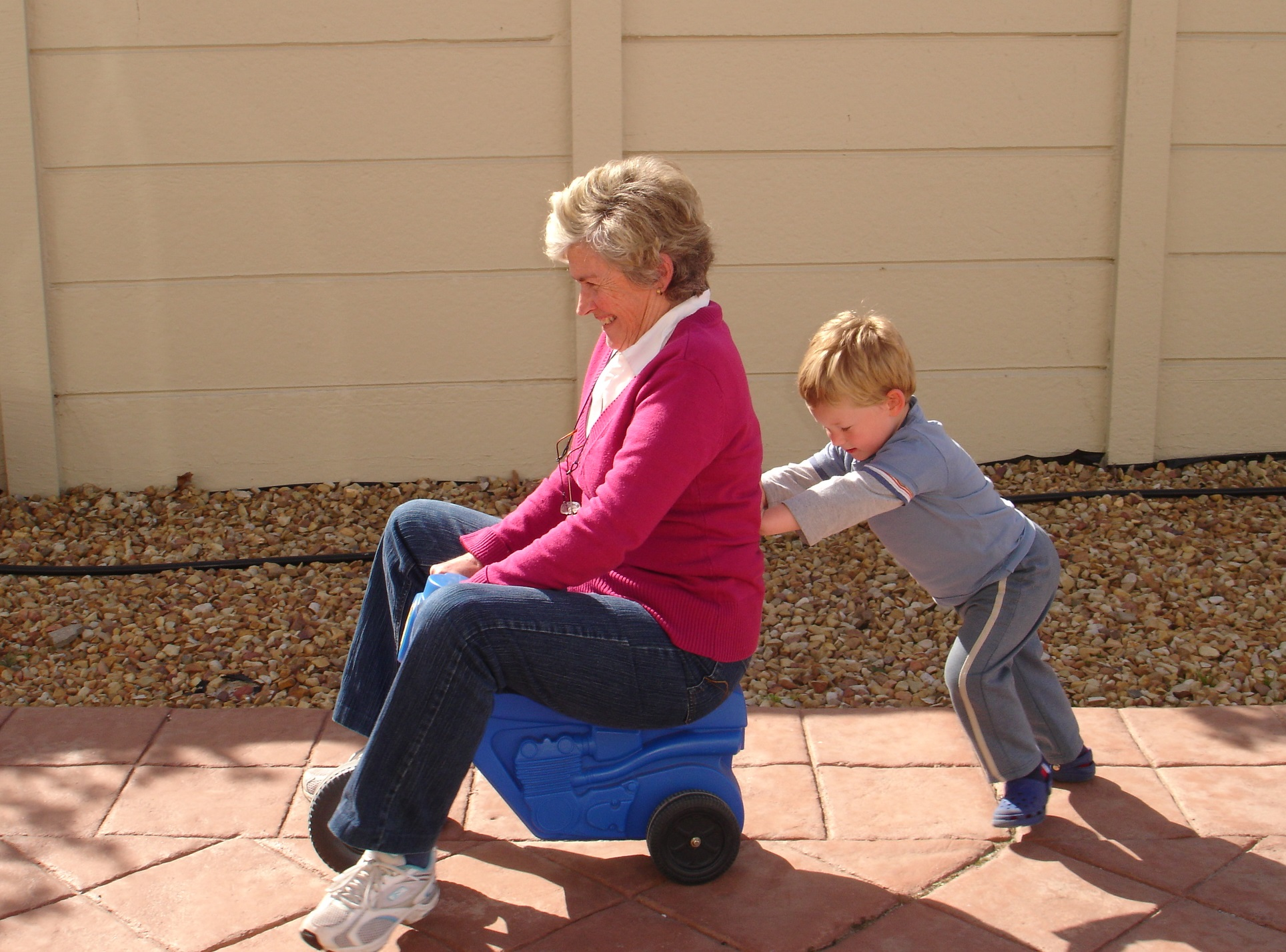
Una nonna che gioca con suo nipote.
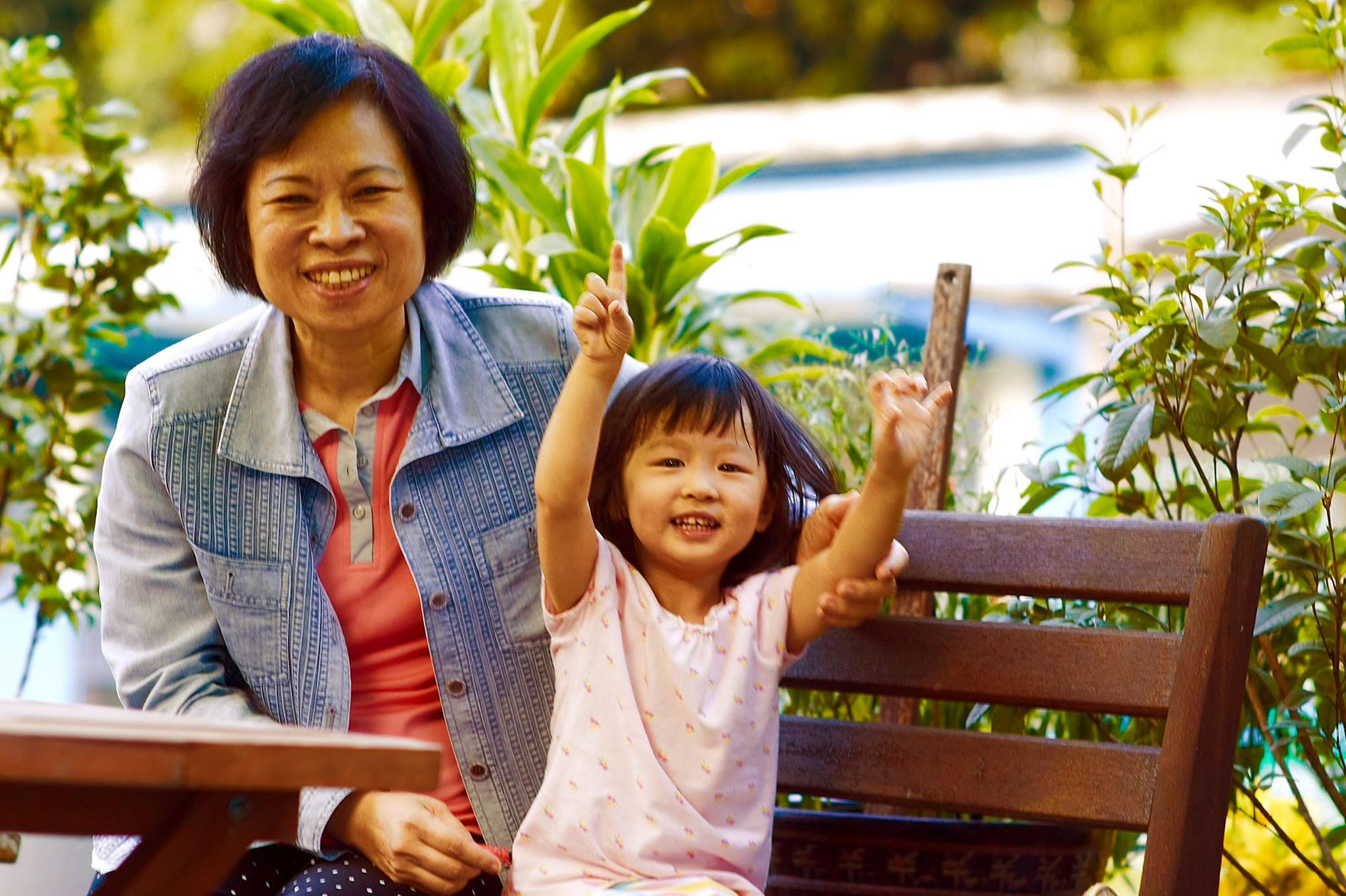
Nonna e nipotina a Taiwan.